# James FitzGerald (homme politique)
Pour les articles homonymes, voir James FitzGerald.

James Edward FitzGerald (4 mars 1818 - 2 août 1896) était un homme politique néo-zélandais.  Selon certains historiens, il doit être considéré comme le premier premier ministre du pays, même si une vision plus classique est que ni lui ni son successeur (Thomas Forsaith) doivent avoir ce titre.  Il était un militant remarquable pour l'auto-gouvernance de la Nouvelle-Zélande.  Il fut le premier surintendant de la province de Canterbury.

## Référence
1. ↑  Mennell, Philip (1892). "FitzGerald, James Edward". The Dictionary of Australasian Biography. London: Hutchinson & Co. Wikisource